# Bogenfischen

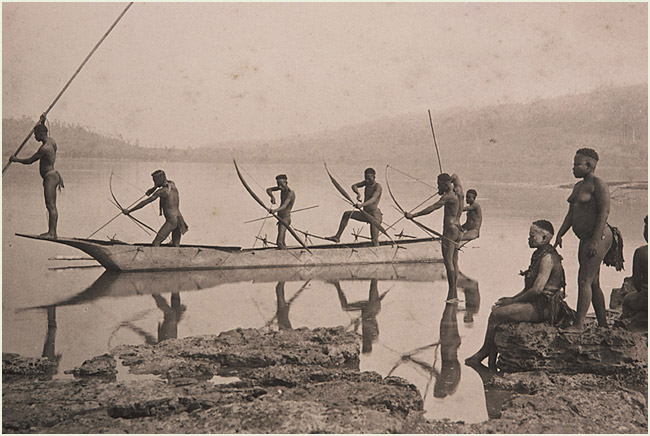
Bogenfischen bei den Andaman Stämmen

Bogenfischen ist das jagdliche Harpunieren von Fischen und anderen Wassertieren mittels Pfeil und Bogen. Oft ist der Pfeil über eine Angelschnur mit einer am Bogen befestigten speziellen Angelrolle verbunden. Geeignet ist diese Methode insbesondere in flachem Gewässer. Geschossen wird meist im Wasser stehend oder vom Boot aus in ein bis vier Meter Entfernung. Beim Zielen ist der optische Parallelversatz und die Optische Hebung der Beute durch die Lichtbrechung an der Wasseroberfläche zu berücksichtigen – die Beute ist nicht dort, wo sie dem Schützen erscheint. Erschwerend ist der optische Versatz wegen bei zunehmender Distanz flacherem Blickwinkel von der Entfernung abhängig. Beim Bogenfischen fällt kein Beifang an.
Das Bogenfischen ist eine traditionelle Fischereimethode zum Nahrungserwerb und als Freizeitsport ein Wirtschaftszweig des Jagdtourismus und des Naturtourismus.

## Geschichte
Von der Steinzeit bis zum Beginn der Neuzeit stand das Bogenfischen gleichberechtigt neben dem Angeln und dem Speeren von Fisch. Vor allem in der vorchristlichen Zeit war es in Europa eine verbreitete Methode zum Nahrungserwerb. Heutzutage wird das Bogenfischen und das Speeren noch von indigenen Völkern Südamerikas, Australiens, Neu-Guineas und der Südsee praktiziert. Im Westen nutzen diese Technik fast nur noch lizenzierte Bogenjäger und Freizeitsportler, oft zur Jagd auf Großfische wie beispielsweise Hai, Wels oder Barramundi. Das Bogenfischen ist eine Variante der Bogenjagd.

## Material

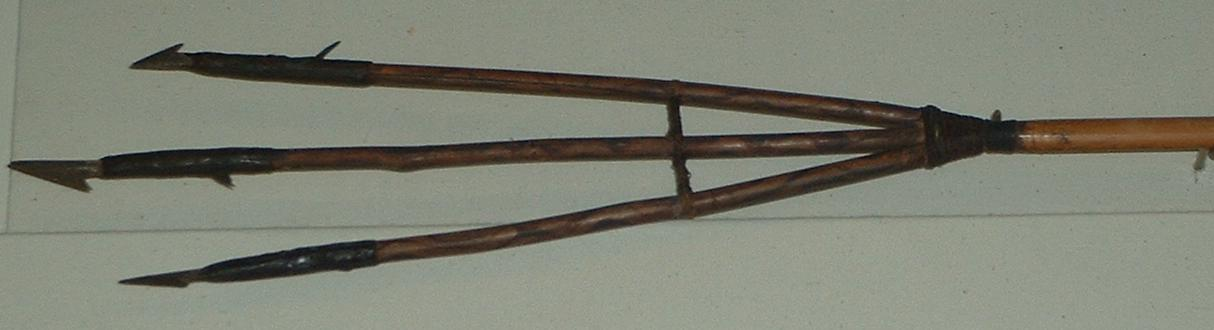
Dreizackiger Fischpfeil aus Guayana

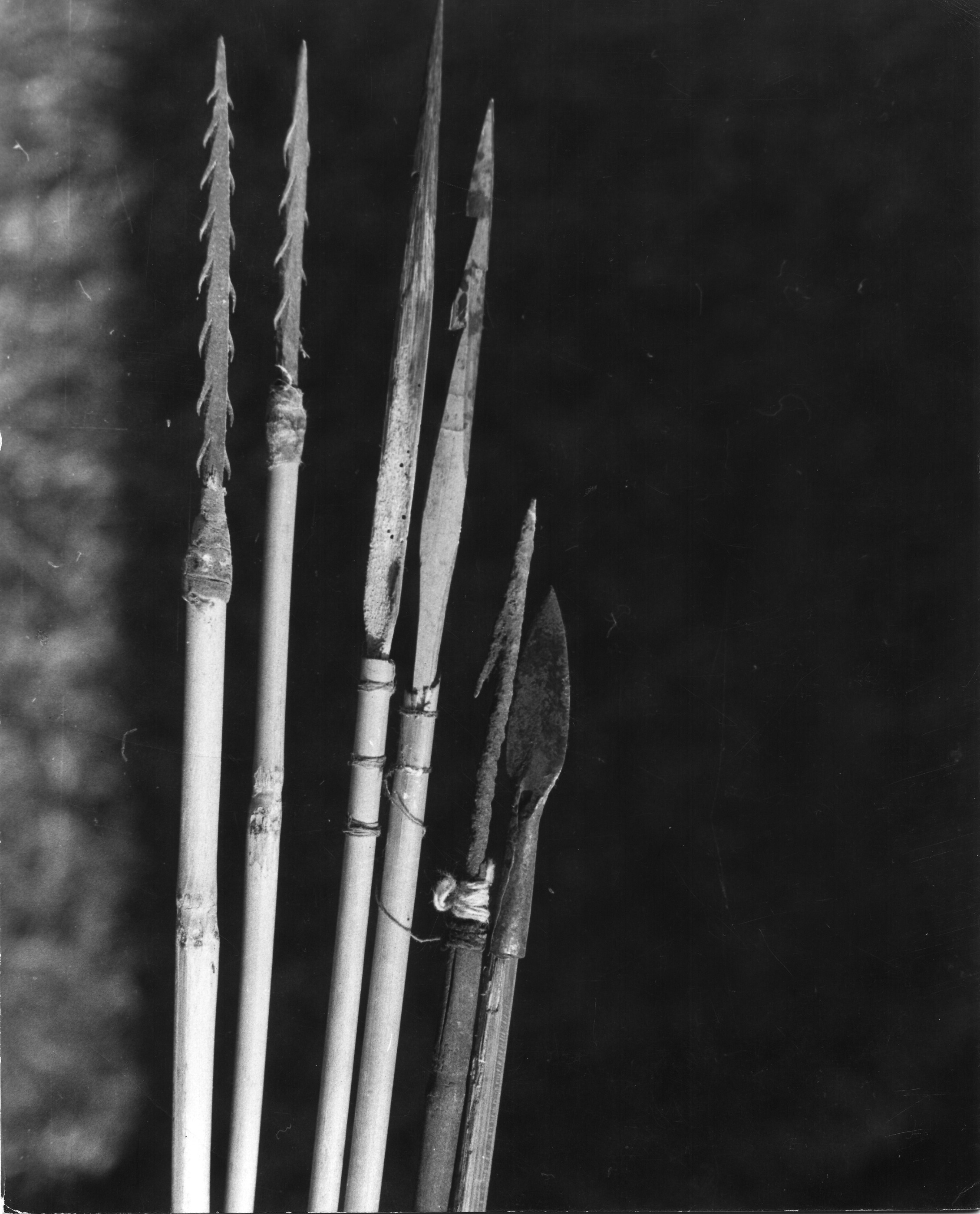
Pfeilspitzen mit Widerhaken zu Bogenfischen

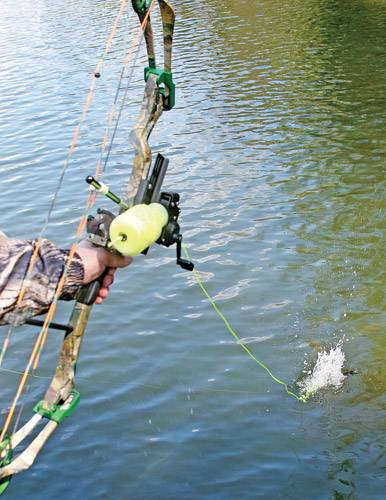
Moderner Jagd-Compoundbogen mit Angelrolle zum Bogenfischen

Üblicherweise werden zum Bogenfischen spezielle Fischpfeile angefertigt; normale Sport-, Jagd- oder Kriegspfeile sind ungeeignet. Die Machart der Pfeile ist auf den Gewässeruntergrund abgestimmt. Wichtiger als die Qualität des Pfeilschaftes ist auf kurze Schussdistanz die Art der verwendeten Pfeilspitze, die in flachem Gewässer bei jedem Schuss in den Gewässergrund einschlägt.
Für steinigen Grund ist die Pfeilspitze solide, um nicht zu schnell abzustumpfen. Es wird ein niedriges Zuggewicht des Bogens im Bereich von 20–30 lbs benutzt. Für diesen Zweck würde ein massiver, vielleicht 1 cm dicker Hartholzpfeil mit eiserner Spitze und Widerhaken verwendet, abgeschossen von einem mäßig starken bis schwachen Bogen.
Auf sandigem Gewässergrund ist der Einsatz einer filigraneren Spitze möglich, beispielsweise einer dreizack-ähnlichen Spitze, welche durch ihre größere Trefferfläche die Treffsicherheit erhöht. Eine Ausführungsvariante ist, einen Pfeilschaft aus Bambus vorne zu vierteilen, die Viertel einzeln anzuspitzen und mit Schnurwicklung genügend weit auseinanderzuspreizen, um den größeren Trefferradius zu erreichen. Die australischen Aborigines verwenden heute zweckmäßigerweise Regenschirm- oder Fahrradspeichen, welche sie anspitzen und in einen Rohrschaft einsetzen. So kann der Pfeil mit 10 bis 15 dünnen, gespreizten Spitzen eine hohe Treffsicherheit auch bei kleineren Fischen gewinnen. Der Trefferradius beträgt etwa 10–15 cm.

## Jagdstrategie
Die Strategie bei Material und Vorgehensweise ist der Fischart und -größe angepasst: Großfische werden mit einspitzigen Harpunen-Pfeilen beschossen, welche gewöhnlich an einem Faden zurückgeholt werden können, kleine Fische werden mit den erwähnten Mehrfachspitzen bejagt. Fische mit hoher Fluchtdistanz, die sich schon bei Annäherung des Schützen an das Gewässer verstecken, werden erst beobachtet, um ihr Versteck zu finden. Bachforellen beispielsweise verstecken sich oft schwarmweise unter schlecht einsehbarem Wurzelwerk. Dort können sie durch wiederholtes Hineinschießen auf kurze Entfernung verwundet oder getötet werden, so dass sie stromabwärts treiben (Auffangvorrichtung notwendig) oder am Pfeil aufgespießt sind.
Karpfen in Weihern und wenn sie sehr groß sind, flüchten in die Tümpelmitte und können von einem erhöhten Aussichtspunkt gesehen und bejagt werden. Geeignet ist eine kleine Spitze mit langen Widerhaken in Art einer Harpune und wegen der höheren Distanz und Größe der Beute ein etwas stärkerer Bogen. Der getroffene Fisch wird durch Hinschwimmen oder mittels am Pfeil befestigter Angelschnur und Angelspule am Bogen eingeholt. Auf diese Art kann auch vom Boot aus bogengefischt werden.
Am Meer besteht bei beginnender Ebbe die Möglichkeit, die Fische zu Fuß oder mit dem Boot von der Meerseite her in eine Bucht oder in flacheres Wasser zu treiben und dort mit mehrspitzigen Pfeilen auf sandigem Grund zu beschießen. Es kann auch vom Boot aus geschossen werden, wenn die Fische über einen hellen Meeresboden schwimmen.

## Effektivität
Am effektivsten ist die Bogenfischerei in kleineren Gewässern wie Bächen und Tümpeln, abgeschnittenen Flussarmen, sowie an den Ufern großer Gewässer, da die Fische dort weniger Fluchtmöglichkeiten haben. Die Fangquote des Bogens kann entsprechend der Fertigkeiten des Bogenschützen höher sein als die der einfachen Angel mit Köder. Insbesondere hakenscheue und beißfaule Fische sind mit dem Bogen noch erreichbar; in Großgewässern sind Netze und Angeln ertragreicher.
In Deutschland und der Schweiz sind das Bogenfischen und auch die Bogenjagd verboten.